# Piotr Śmigielski
Piotr Śmigielski (ur. 6 września 1989 w Warszawie) – polski koszykarz, występujący na pozycjach rzucającego obrońcy oraz niskiego skrzydłowego, od 2024 zawodnik zespołu Sensation Kotwica Port Morski Kołobrzeg
2 lipca 2019 opuścił Trefl Sopot. 10 stycznia 2020 został zawodnikiem MKS-u Dąbrowy Górniczej. 3 lipca dołączył do STK Czarnych Słupsk. Przed sezonem 2023/2024 zawarł umowę z Astorią Bydgoszcz. Od 2024 roku gra w barwach klubu Sensation Kotwica Port Morski Kołobrzeg

## Osiągnięcia
Stan na 27 listopada 2023, na podstawie, o ile nie zaznaczono inaczej.
Drużynowe
- Mistrz:
  - I ligi (2012, 2021)[8]
  - Polski juniorów (2006)

Indywidualne
- MVP:
  - sezonu I ligi (2021)[9]
  - miesiąca I ligi (luty 2021)[10]
- Lider II ligi w asystach (2008)

Reprezentacja
- Brązowy medalista mistrzostw Europy U–18 Dywizji B (2007)